# Eutelia gispa
Eutelia gispa là một loài bướm đêm trong họ Noctuidae.